# 麥克多諾 (喬治亞州)
麥克多諾（英語：McDonough）是一個位於美國喬治亞州亨利縣的城市。根據2010年美國人口普查，該地人口為22084人，而該地的面積約為33.40平方千米。同時該地也是亨利縣的縣治。

## 地理
麥克多諾的座標為33°26′42″N 84°08′57″W / 33.44500°N 84.14917°W，而該地的平均海拔高度為263米（即863英尺）。